# 평남로
평남로(Pyeongnam-ro) 평택시 고덕면 에서 동삭동를 잇는 도로이다.

## 주요 경유지
경기도
- 평택시 (고덕면 .원평동 . 신평동 . 비전동)

## 노선
| 이름                | 접속 노선                 | 소재지 | 소재지 | 비고 |
| ------------------- | ------------------------- | ------ | ------ | ---- |
| (이름없음)          | 국도 제38호선 (서동대로)  | 평택시 | 고덕면 |      |
| 신대삼거리          | 삽다리길 온실고개길       | 평택시 | 고덕면 |      |
| 신대사거리          | 국도 제38호선 (서동대로)  | 평택시 | 고덕면 |      |
| 통복교              |                           | 평택시 | 원평동 |      |
| 군문교삼거리        | 팽성로                    | 평택시 | 원평동 |      |
| 군문주공삼거리      |                           | 평택시 | 원평동 |      |
| 군문고가교          |                           | 평택시 | 원평동 |      |
|                     | 신평동                    | 평택시 |        |      |
| 롯데인벤스사거리    | 신평로                    | 평택시 |        |      |
| 합정초삼거리        | 평택4로                   | 평택시 |        |      |
| 공설운동장삼거리    | 중앙로                    | 평택시 |        |      |
| 경남아너스빌 사거리 | 평택5로                   | 평택시 | 비전동 |      |
| 시청뒤사거리        | 국도 제1호선 (경기대로)   | 평택시 | 비전동 |      |
| (이름없음)          | 용죽1로                   | 평택시 | 비전동 |      |
| (이름없음)          | 죽백3로                   | 평택시 | 비전동 |      |
| 비전사거리          | 국도 제1호선 (경기대로)   | 평택시 | 비전동 |      |
| (이름없음)          | 비전2로                   | 평택시 | 비전동 |      |
| 산직교              |                           | 평택시 | 비전동 |      |
| 이곡사거리          | 만세로                    | 평택시 | 비전동 |      |
| 하서교              |                           | 평택시 | 비전동 |      |
|                     | 비전동                    | 평택시 |        |      |
| (이름없음)          | 서재로                    | 평택시 |        |      |
| (이름없음)          | 비전2로                   | 평택시 |        |      |
| (이름없음)          | 지방도 제317호선 (동삭로) | 평택시 |        |      |

## 주요 시설및 건물
- 소사벌레저타운 (평남로 616/합정동 392)
- 평일초등학교 (평남로 626/합정동 368-6)
- 농협 평택축산농협 비전지점 (평남로 645/비전동 766-3)
- 농협 평택축산농협 본점 (평남로 725/비전동 877-1)
- 농협 평택축협 하나로마트 본점 (평남로 725/비전동 877-1)
- 평택비전2동우체국 (평남로 726/비전동 878-4)
- 아성다이소 평택소사벌지구점 (평남로 862/비전동 1090-2)
- CGV 소사 (평남로 862/비전동 1090-2)
- 맥도날드 평택소사벌점 (평남로 862/비전동 1090-2)
- 올리브영 평택소사벌점 (평남로 862/비전동 1090-2)
- 커피빈 평택소사점 (평남로 862/비전동 1090-2)
- 평택이화초등학교 (평남로 906/비전동 1034)
- 메가MGC커피 평택소사벌지구점 (평남로 933/비전동 1013)
- 이삭토스트 평택소사벌점 (평남로 937/비전동 1012-3)
- 올리브영 평택비전점 (평남로 937/비전동 1012-3)
- 비전중학교 (평남로 975/비전동 332-1)